# Emil Pinheiro
Emil Pacheco Pinheiro (Rio de Janeiro, 1923 - Rio de Janeiro, 16 juillet 2001) était un opérateur de loterie clandestine, le jogo do bicho et un président du club de football du Botafogo. 

## Bicheiro
Il acquit sa première banque de jogo do bicho à Barra da Tijuca en 1959 et devint par la suite l'un des principaux opérateurs (appelés bicheiros en portugais) de ce jeu illégal de Rio de Janeiro avec Castor de Andrade, Carlinhos Maracanã, Raul Capitão et d'autres. 
Pinheiro fut reconnu coupable par la justice en 1993 d'implication dans l'organisation illégale de jogo do bicho, aux côtés de 13 autres bicheiros comme Castor de Andrade, Luizinho Drummond, Capitão Guimarães et Anísio Abraão David. Ils furent reconnus responsables d'au moins 53 morts, et condamnés chacun à 6 ans de prison,. 

## Football
En 1988, il prit les commandes du  club de football du Botafogo. Les deux années suivantes, en 1989 et 1990, grâce notamment aux investissements de Pinheiro, le club renoua avec le succès et remporta le championnat de Rio de Janeiro après 21 sans titres.
Pinheiro est mort en 2001 de la maladie de Parkinson.